# Crépion
Crépion is een plaats in het Franse departement Meuse in de gemeente Moirey-Flabas-Crépion.

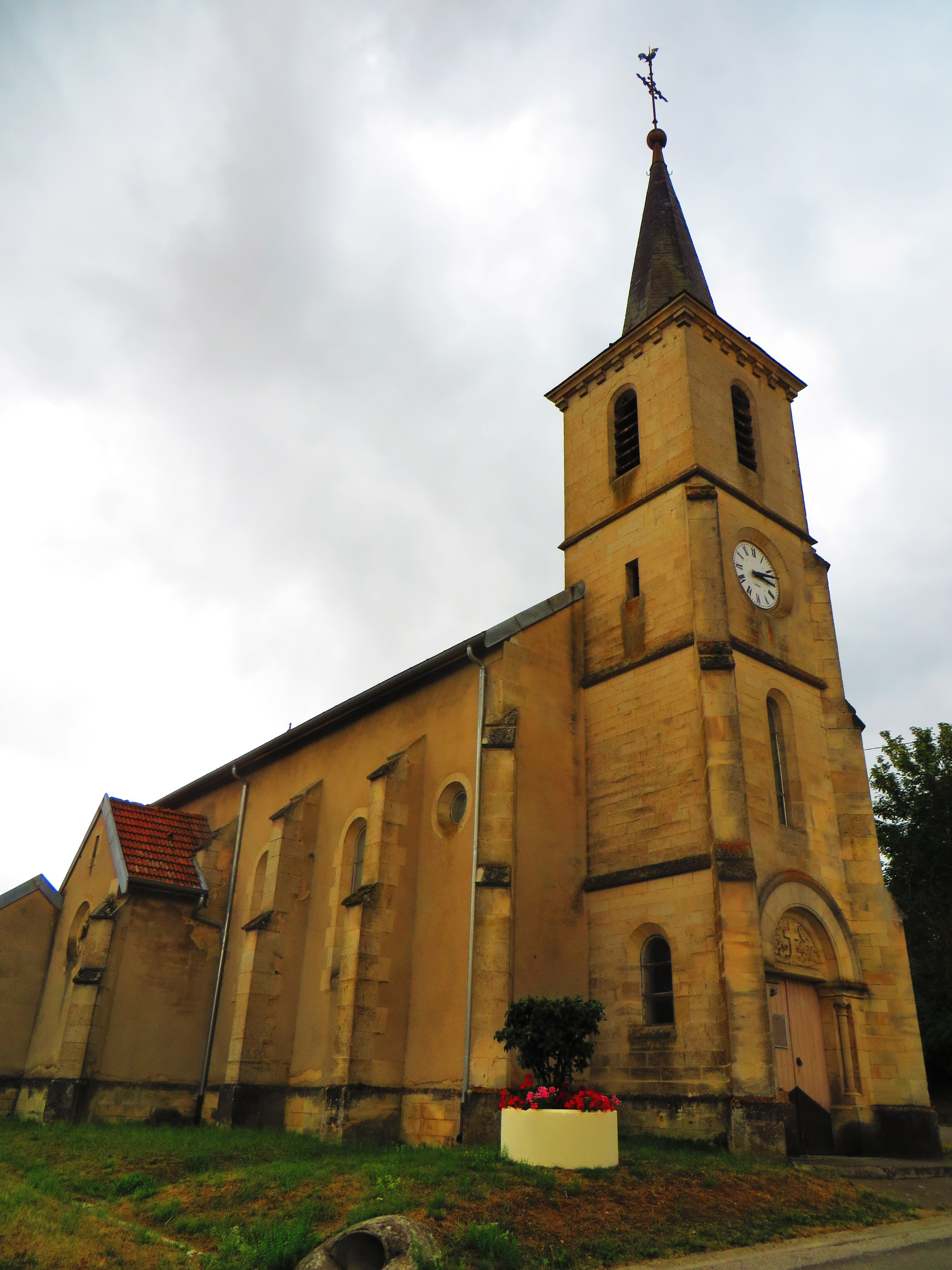
De kerk van Crépion

## Geschiedenis
Op 1 januari 1973 fuseerde de gemeente met Flabas en Moirey in een fusion-association tot één gemeente. Dit hield in dat Crépion als commune associée nog enige mate van zelfstandigheid behield. Op 1 februari 1983 kwam aan deze situatie een einde en werd Moirey-Flabas-Crépion een gewone gemeente zonder deelgemeenten. Deze gemeente maakte deel uit van het kanton Damvillers tot dit op 22 maart 2015 werd opgeheven en Moirey-Flabas-Crépion, net als de overige gemeenten, werd opgenomen in het aangrenzende kanton Montmédy.
Crépion · Flabas · Moirey